# Machina/The Machines of God
Albums de The Smashing Pumpkins
Adore
(1998) MACHINA II/The Friends and Enemies of Modern Music
(2000)
Machina/The Machines of God est le 5e album du groupe de rock alternatif américain The Smashing Pumpkins, sorti en 2000.
C'est le dernier album officiel du groupe avant sa séparation en 2000, même s'il est très rapidement suivi de MACHINA II/The Friends and Enemies of Modern Music qui n'est jamais distribué dans le commerce. Il a été gravé en 25 exemplaires pour la famille et leurs amis, puis distribué gratuitement en mp3 sur le net (bien avant Radiohead et son album In Rainbows) à la suite d'un conflit entre Billy Corgan et Virgin. Billy Corgan voulait faire un double CD de Machina 1, mais ce fut rejeté par Virgin.

## Liste des pistes
1. The Everlasting Gaze – 4:00
2. Raindrops + Sunshowers – 4:39
3. Stand Inside Your Love – 4:14
4. I of the Mourning – 4:37
5. The Sacred and Profane – 4:22
6. Try, Try, Try – 5:09
7. Heavy Metal Machine – 5:52
8. This Time – 4:43
9. The Imploding Voice – 4:24
10. Glass and the Ghost Children – 9:56
11. Wound – 3:58
12. The Crying Tree of Mercury – 3:43
13. With Every Light – 3:56
14. Blue Skies Bring Tears – 5:45
15. Age of Innocence – 3:55